# Porolissum

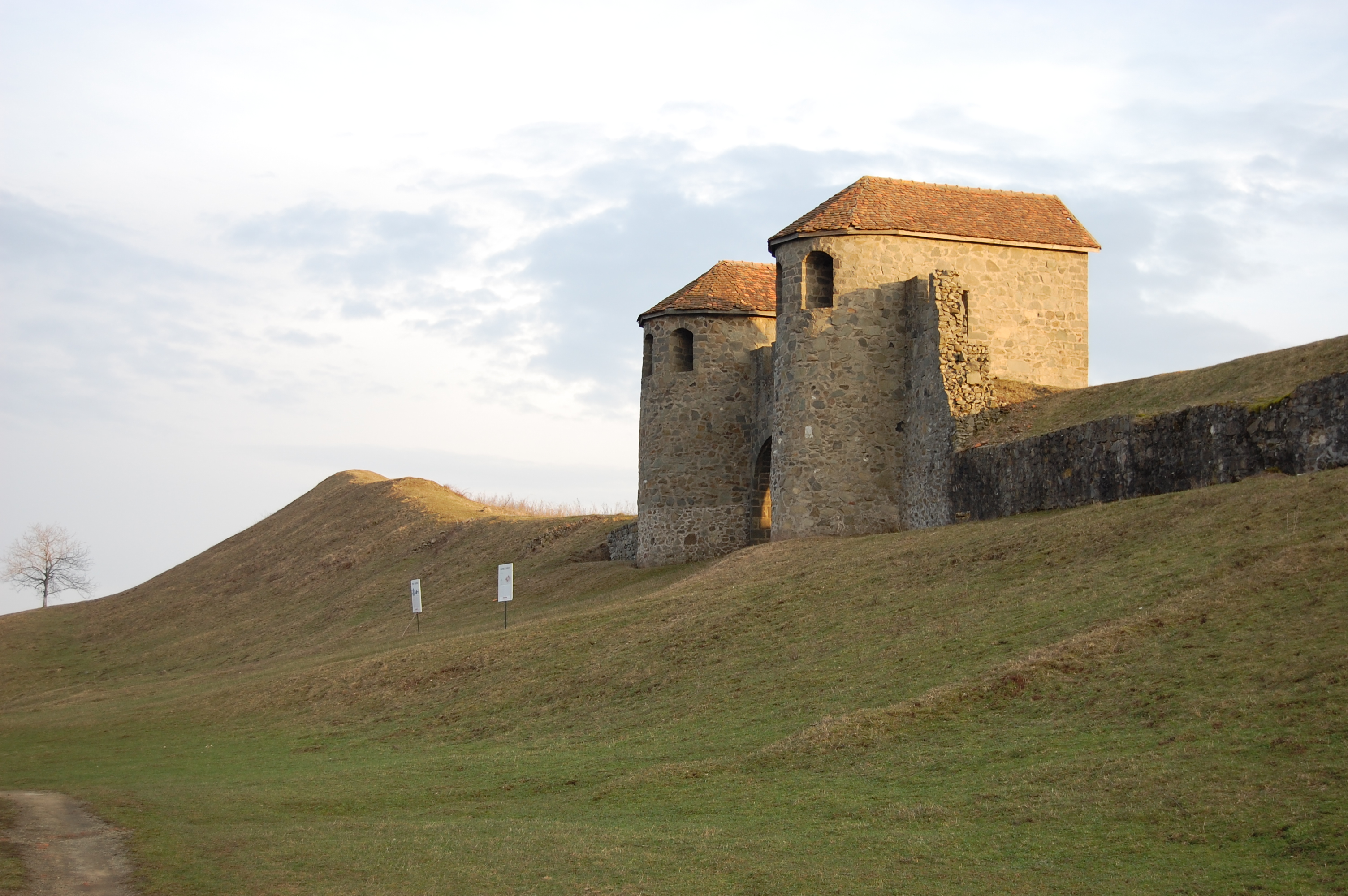
Reconstructie van de ingangspoort

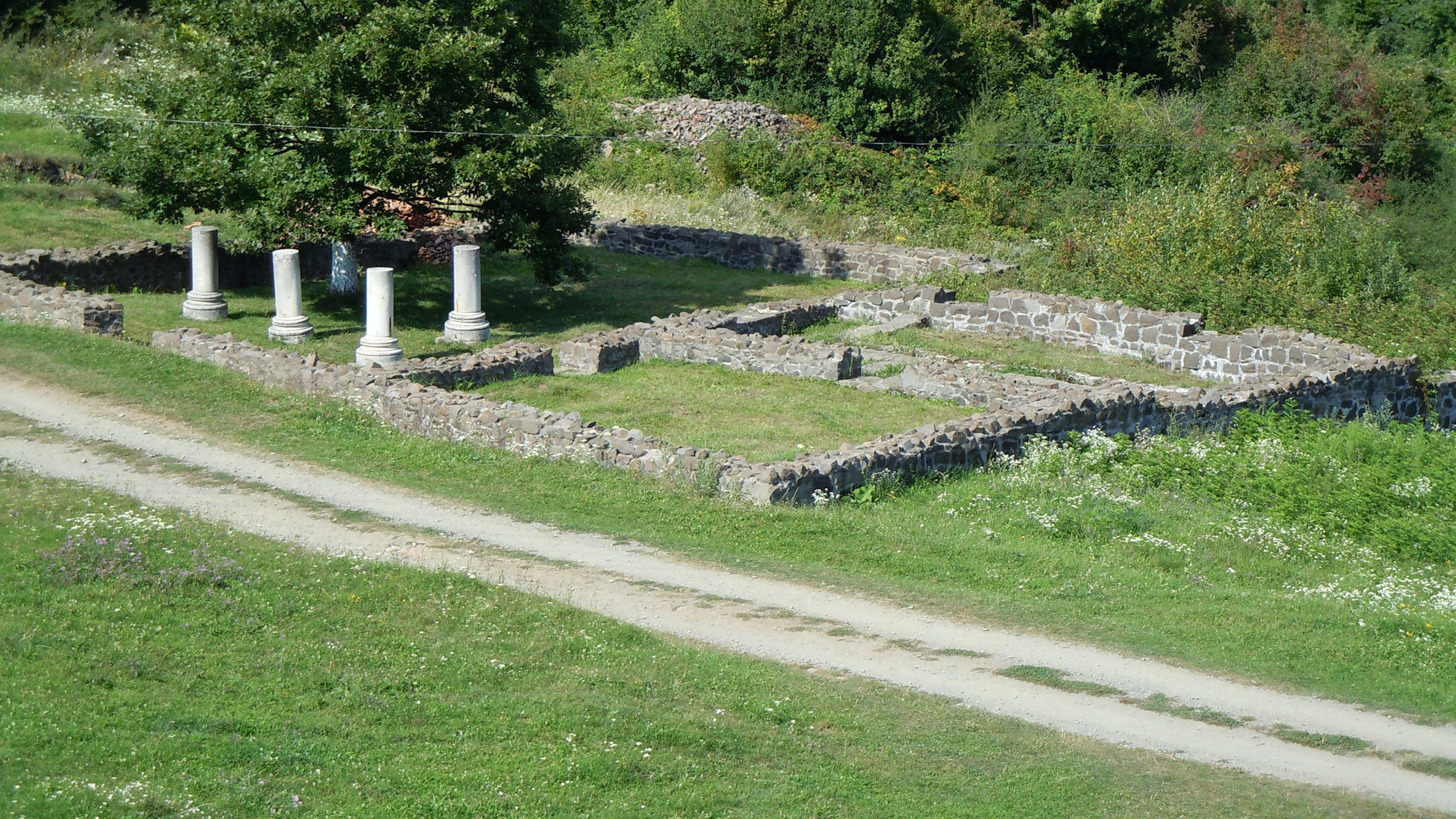
Tempel van Jupiter

Porolissum was in oorsprong een Romeins legerkamp gebouwd in 106 na Chr. ten tijde van de tweede Dacische Oorlog. Het had een capaciteit voor 5 à 6000 soldaten, onder andere was Legio IV Flavia Felix hier gelegerd.
Na de oorlog groeide Porolissum uit tot een municipium en in 124 werd het de hoofdstad van Dacia Porolissensis een provincie van de Romeinse provincie Dacia. In 271 verlieten de Romeinen Dacia en geraakte de stad in verval.
De eerste opgravingen dateren van de 19de eeuw. Sinds 2004 zijn er op regelmatige tijdstippen onderzoeken aan de gang. De site bevindt zich op 8 km van de stad Zalău.